# Асаинов, Жабаркан
Жабарка́н Асаи́нов (каз. Жаппархан Асаинов; ноябрь 1919 год, Акмолинская область, Российская империя  — 3 марта 1963 год, Алма-Ата, Казахская ССР) — путеец 81-го отдельного Краснознамённого строительно-путевого железнодорожного батальона 10-й железнодорожной бригады, ефрейтор. Герой Социалистического Труда (1943).

## Биография
Родился в ноябре 1919 года в одном из аулов Акмолинской области в бедной казахской семье. Родители были чабанами, долго вели кочевой образ жизни. Трудовую деятельность начал в 1939 году в колхозе «Красный пахарь» Астраханского района, потом работал на строительстве железной дороги Акмолинск — Карталы, здесь получил первые навыки путейца.
В ноябре 1940 года был призван на срочную службу в Красную Армию Калининским райвоенкоматом Акмолинской области. Служил путейцем в 81-м путевом железнодорожном батальоне, где продолжил совершенствовать знания и сноровку путейца. Участник Великой Отечественной войны с первых дней. На одной из станций, восстанавливая повреждённый путь под вражескими бомбами, был ранен. После госпиталя направлен в стрелковую часть на Калининский фронт, где стал разведчиком.
В 1943 году сопровождал железнодорожный состав. Во время бомбардировки вражеской авиацией отцепил горящие вагоны, сохранив от пожара остальной состав поезда. В несколько раз перевыполнял нормы выработки при восстановлении железнодорожных путей. Указом Президиума Верховного Совета СССР от 5 ноября 1943 года «за особые заслуги в обеспеченности перевозок для фронта и народного хозяйства и выдающиеся достижения в восстановлении железнодорожного хозяйства в трудных условиях военного времени» Асаинову Жабаркану присвоено звание Героя Социалистического Труда с вручением ордена Ленина и Золотой медали "Серп и Молот (№ 113).
17 декабря в Кремле заместитель Председателя Президиума Верховного Совета СССР И. Я. Варес вручил герою высокие награды родины. По просьбе правительства Казахской ССР Асаинову был предоставлен отпуск (по ранениям). В Алма-Ате торжественно встречали первого Героя Социалистического труда Казахстана.
После возвращения из Казахстана, Асаинова должны были направить на учёбу в Ярославль, где находилось Краснознамённое училище военных сообщений имени М. В. Фрунзе. Но он не имел даже начального образования, да и сказались ранения. Его направили на консультацию в Кремлёвскую больницу, где он почти два года лечился. В училище он не вернулся, а в 1946 году был уволен из армии по инвалидности.
Жил в Алма-Ате, работал на автомобильном предприятии. Вступил в ВКП(б). Поступил на курсы при техникуме, мечтая о возвращении на железнодорожный транспорт. Вёл общественную работу, выступал перед воинами, школьниками, железнодорожниками и призывниками. Но полученные на войне раны давали о себе знать.
3 марта 1963 года скончался в Алма-Ате.
Его именем был назван колхоз, в котором он работал до службы в армии.

## Награды
- Герой Социалистического Труда — указом Президиума Верховного Совета СССР 5 ноября 1943 года
- Орден Ленина
- Орден Красной Звезды